# Кривчунка
Кривчу́нка (укр. Кривчунка) — село в Жашковском районе Черкасской области Украины.
Население по переписи 2001 года составляло 802 человека. Почтовый индекс — 19215. Телефонный код — 4747.

## Известные уроженцы
- Левада, Александр Степанович (1909—1995) — украинский и советский писатель, поэт, очеркист, памфлетист, драматург и сценарист. Член Союза писателей СССР, заместитель председателя Госкино Украины, заместитель министра культуры Украины, секретарь правления Союза писателей Украины. Лауреат Государственной премии Украинской ССР имени Т. Г. Шевченко (1971).

## Местный совет
19215, Черкасская обл., Жашковский р-н, с. Кривчунка